# Super Liga 2022/23
De Super Liga 2022/23 is het 32e seizoen van de hoogste Moldavische voetbalcompetitie. Sheriff Tiraspol trad aan als regerend landskampioen. Het seizoen begon in juli 2022 en eindigt in mei 2023.

## Fase l
| Pos | Team              | Wed | W  | G | V  | Ptn | DV | DT | +/− | Kwalificatie of degradatie |
| --- | ----------------- | --- | -- | - | -- | --- | -- | -- | --- | -------------------------- |
| 1   | Sheriff Tiraspol  | 14  | 10 | 3 | 1  | 33  | 24 | 6  | +18 | Fase II                    |
| 2   | Petrocub Hîncești | 14  | 8  | 3 | 3  | 27  | 20 | 11 | +9  | Fase II                    |
| 3   | Zimbru Chișinău   | 14  | 4  | 7 | 3  | 19  | 17 | 17 | 0   | Fase II                    |
| 4   | Sfîntul Gheorghe  | 14  | 6  | 1 | 7  | 19  | 18 | 22 | −4  | Fase II                    |
| 5   | Milsami Orhei     | 14  | 4  | 5 | 5  | 17  | 12 | 14 | −2  | Fase II                    |
| 6   | Bălți             | 14  | 5  | 2 | 7  | 17  | 13 | 13 | 0   | Fase II                    |
| 7   | Dacia Buiucani    | 14  | 4  | 4 | 6  | 16  | 14 | 14 | 0   | Liga 1 Fase II             |
| 8   | Dinamo-Auto       | 14  | 1  | 3 | 10 | 0   | 5  | 26 | −21 | Liga 1 Fase II             |

1. ↑  Dinamo-Auto 6 punten afgetrokken voor matchfixing.[1]

## Fase II
| Pos | Team              | Wed | W | G | V | Ptn | DV | DT | +/− | Kwalificatie of degradatie                             |
| --- | ----------------- | --- | - | - | - | --- | -- | -- | --- | ------------------------------------------------------ |
| 1   | Sheriff Tiraspol  | 10  | 7 | 3 | 0 | 24  | 15 | 3  | +12 | Eerste voorronde UEFA Champions League 2023/24         |
| 2   | Petrocub Hîncești | 10  | 6 | 3 | 1 | 21  | 16 | 6  | +10 | Tweede voorronde UEFA Europa Conference League 2023/24 |
| 3   | Zimbru Chișinău   | 10  | 3 | 3 | 4 | 12  | 10 | 9  | +1  | Eerste voorronde UEFA Europa Conference League 2023/24 |
| 4   | Milsami Orhei     | 10  | 3 | 2 | 5 | 11  | 10 | 16 | −6  | Eerste voorronde UEFA Europa Conference League 2023/24 |
| 5   | Sfîntul Gheorghe  | 10  | 1 | 4 | 5 | 7   | 4  | 13 | −9  |                                                        |
| 6   | Bălți             | 10  | 0 | 5 | 5 | 5   | 5  | 13 | −8  |                                                        |